# Totenschiff

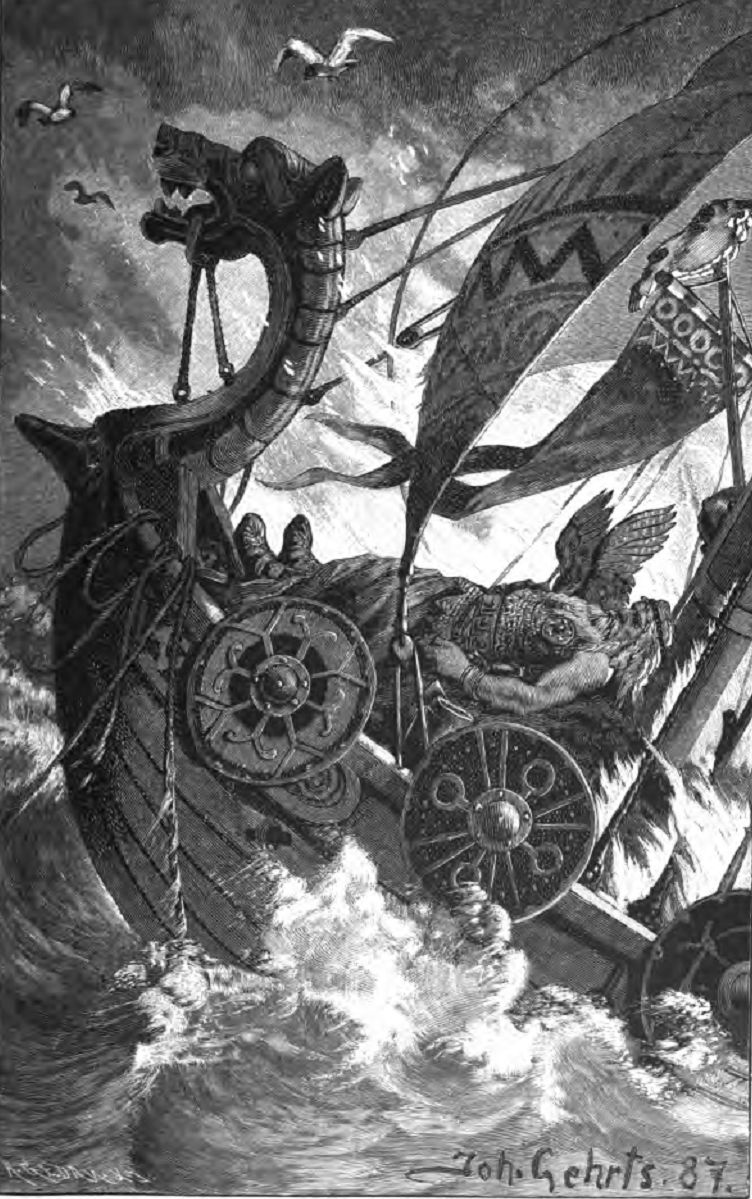
Wikingerbegräbnis, wie man es sich im 19. Jahrhundert vorstellte

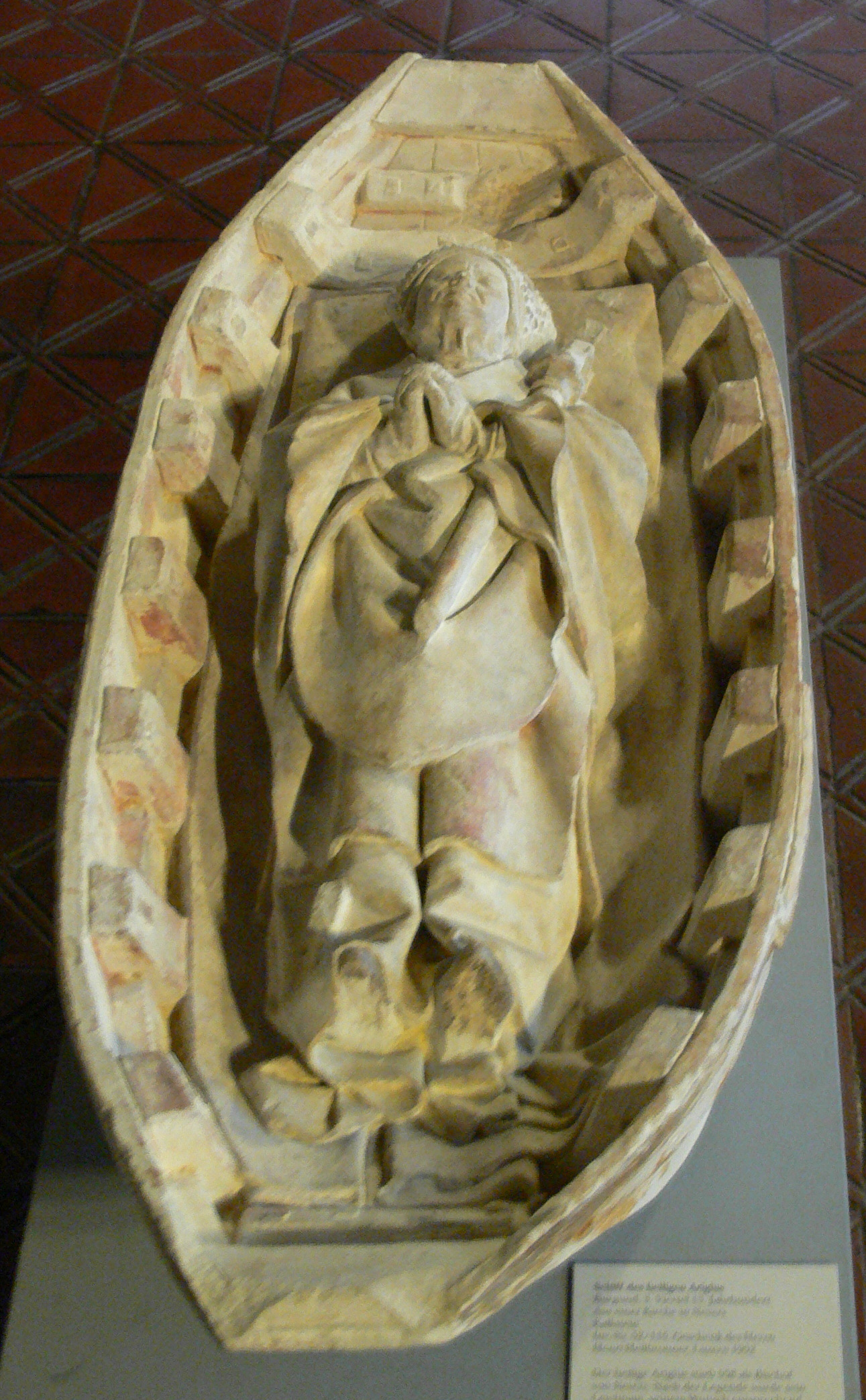
Totenschiff des hl. Arigius von Nevers, Burgund, 15. Jahrhundert

Als Totenschiff wird das Fahrzeug bezeichnet, das die Seele der Verstorbenen ins Jenseits bringt. Diese Vorstellung zieht sich durch viele Mythologien der Welt.

## Beispiele
In der nordischen Mythologie bezeichnet beispielsweise der Begriff Naglfar ein Totenschiff. In der griechischen Mythologie bringt Charon die Toten für einen Obolus (Münze) über den Totenfluss (Acheron, Styx, Lethe, Kokytos, Phlegethon oder Eridanus) ins Reich von Hades. In der Göttlichen Komödie bringt Charon die Seelen der Verdammten über den Acheron in die Vorhölle. Der Fährmann Phlegyas setzt sie über den Styx im fünften Höllenkreis. Sichtbar wird der Glaube recht häufig in der Form der Totenbestattung, die in solchen Fällen die Leichen gern in Schiffen oder kahnförmigen Särgen dem Wasser anvertraut oder sie in gleicher Weise auch auf dem Land aufbahrt. Unter den heutigen Naturvölkern ist die Idee des Totenschiffes noch lebendig bei den Malaio-Polynesiern von Madagaskar im Westen bis zu den Markesas im Osten, bei den Melanesiern und Mikronesiern, auf den Nikobaren und in Hinterindien.